# Sergej Gurijev
Sergej Maratovič Gurijev, rusky Серге́й Мара́тович Гури́ев (* 21. října 1971 Ordžonikidze), je ruský ekonom žijící v Paříži. Zabývá se teorií smluv, managementem a mikroekonomií. Je osetské národnosti. Je jedním ze zakladatelů Protiválečného výboru Ruska.
Vystudoval Moskevský fyzikálně-technický institut a byl na stáži v Massachusettském technologickém institutu. Působil v Ruské akademii věd a v letech 2004 až 2013 byl rektorem Ruské ekonomické školy v Moskvě. Byl členem sboru poradců prezidenta Dmitrije Medveděva, spolupracoval s deníkem Vědomosti a rozhlasovou stanicí Echo Moskvy. Účastnil se vyšetřování finančních machinací těžařské firmy Jukos, dostal se pro své názory na případ do konfliktu s ruskými úřady, byl vyslýchán policií a v dubnu 2013 emigroval do Francie.
Je profesorem na Sciences Po, působí v Centre for Economic Policy Research a v letech 2016 až 2019 byl hlavním ekonomem Evropské banky pro obnovu a rozvoj. V roce 2015 se zúčastnil setkání klubu Bilderberg a od roku 2020 je členem společnosti Academia Europaea. Kritizuje v západních médiích Vladimira Putina za korupci a represe vůči opozici.
Jeho manželka Jekatěrina Žuravská je také ekonomka.

## Dílo
- GURIEV, Sergei; TREISMAN, Daniel: Spin Dictators: The Changing Face of Tyranny in the 21st Century, Princeton University Press, 2022, ISBN 9780691211411